# Meira nashicola
Meira nashicola är en svampart som beskrevs av F. Yasuda & H. Otani 2006. Meira nashicola ingår i släktet Meira, klassen Exobasidiomycetes, divisionen basidiesvampar och riket svampar.   Inga underarter finns listade i Catalogue of Life.